# Maripá de Minas
Maripá de Minas is een gemeente in de Braziliaanse deelstaat Minas Gerais. De gemeente telt 2.981 inwoners (schatting 2009).

## Aangrenzende gemeenten
De gemeente grenst aan Argirita, Bicas, Guarará, Mar de Espanha, Rochedo de Minas, São João Nepomuceno en Senador Cortes.